# SN 2002ld
SN 2002ld – supernowa odkryta 3 listopada 2002 roku w galaktyce A022000-0444. W momencie odkrycia miała maksymalną jasność 24,30m.